# Capnia yasumatsui
Capnia yasumatsui is een steenvlieg uit de familie Capniidae. De wetenschappelijke naam van de soort is voor het eerst geldig gepubliceerd in 1951 door Kohno.